# NGC 7229
NGC 7229 је спирална галаксија у сазвежђу Јужна риба која се налази на NGC листи објеката дубоког неба.
Деклинација објекта је - 29° 23' 0" а ректасцензија 22h 14m 3,3s. Привидна величина (магнитуда) објекта NGC 7229 износи 12,5 а фотографска магнитуда 13,2. NGC 7229 је још познат и под ознакама ESO 467-24, MCG -5-52-51, IRAS 22112-2937, PGC 68344.